# ザクマシンガン山田
ザクマシンガン山田（ザクマシンガンやまだ、1979年4月28日 - ）は、プライムに所属するピン芸人。愛知県豊川市出身。本名は山田祐樹（やまだ ゆうき）。身長171cm、体重65kg。

## 経歴
名城大学卒業。お笑いを本格的に目指そうとしたきっかけは、失恋したショックの中で泣きながら偶然視たテレビのネタ番組で思わず笑い、とても勇気付けられたことからだったと言う。
かつては、よしもとクリエイティブ・エージェンシー東海支社（名古屋吉本）に所属。学生時代の1999年にデビュー。名古屋吉本時代は、コンビ「ニュータイプ」として活動していた。その後、石川勇樹（いしかわ ゆうき、1982年11月22日（42歳） - ）と共に「ザクマシンガン」を結成。これらのコンビ名は、山田がアニメ好きであることから、『機動戦士ガンダム』に登場する事物から命名した。
「ザクマシンガン」時代は、2009年に「アキバのお笑い2009 アキバ笑い王決定戦」で優勝。トゥインクルコーポレーション所属のゴールドラッシュと共に「ココだけの話」というオタクトークライブを開催していた。この当時のネタは主に漫才で、様々なタイトルに適当に「の」を入れていくものなどがあり、他に「ハイソックス選手権」「著作権コント」などのネタがあった。
「ザクマシンガン」は2010年に解散。山田はピン芸人「ザクマシンガン山田」として活動。一方、その後の石川は元フィフティーカーニバルの五十嵐翔と、コンビ「フライングマン」で活動していた。
2012年、第3回お笑いハーベスト大賞本選進出。
また、竹岡和範と「ふぇありーきっす。」というユニットを組んでの活動も行っていた。
2023年より、ヴィジュアル系芸人俺はゴミじゃないとのユニット「三軒茶屋セレナーデ」としての活動を開始した。

## 出演

### テレビ
- オンバト+（NHK総合）戦績0勝2敗 最高369KB
- 天才てれびくんMAXビットワールド（NHK教育）- 「まじヤバいっす! とんでもナイッス島」コーナー サメちゃんの声
- 第3回お笑いハーベスト大賞（BS日テレ）
- ありがとッ!（tvk）
- 輝け!ギャラ3000円芸人（BSスカパー!）

以下はコンビ「ザクマシンガン」時代の出演
- 爆笑オンエアバトル（NHK総合）戦績0勝5敗 最高373KB
- 爆笑トライアウト（NHK総合）
会場審査は3位（449TP）、視聴者投票は4位（906票）。
- 虎の門（テレビ朝日）
- お笑い登龍門ガッハ（フジテレビ721）
- Indies @ Go-Go（TOKYO MX）
- お笑い図鑑 ハマヌキ（tvk）
- 上田ちゃんネル「24時間ぐらいTV!!」（テレ朝チャンネル、2008年11月29日）
- ゲームレコードGP（MONDO21）

### 劇場版アニメ
- ジョバンニの島（島民）

### ライブ
- プライムライブ